# 鳥居泰彦
鳥居 泰彦 （とりい やすひこ、1936年〈昭和11年〉10月15日 - 2019年〈令和元年〉7月1日） は、日本の経済学者（統計学・経済発展理論）であり教育者。学位は、経済学博士（慶應義塾大学・1966年）。位階は従三位。財団法人交詢社理事長、慶應義塾学事顧問。産経新聞の正論メンバー。先祖は鳥居元忠。
東京府生まれ。慶應義塾大学経済学部学部長、慶應義塾長（2期8年）、文部科学省中央教育審議会会長（初代から第3期まで6年）、日本私立学校振興・共済事業団理事長（2002年4月1日～2009年12月31日）などを歴任した。

## 概要
石川塾長時代から大学改革のために多くの事業に関与した。塾長在任中は、地方公共団体と連携し、学術研究施設として神奈川県川崎市に新川崎タウンキャンパスを、山形県鶴岡市に鶴岡タウンキャンパスを開設、また社会人教育を目的とした丸の内シティキャンパスを開業し、2001年には看護医療学部を新設した。金子舎長の幼稚舎改革や慶應大生向け学費貸与（卒業後に働いて長期間で全額返す）制度が開始されたのは、鳥居塾長時代である。2期8年を経た2001年4月末の塾長選挙の結果、理工学部長の安西祐一郎に職をゆずり、学事顧問へ退いた。
学問研究活動では、マレーシアの産業連関表作成や、開発途上国のインフォーマルセクター（農村からの人口流入等により発生する都市スラム等における貧困層のインフォーマルな経済活動）の研究でのタイや韓国での調査・研究等、経済発展研究において多くの業績を残した。著書である東洋経済「経済発展理論」は、研究学徒の指南書として広く読まれている。また、統計学を学生向けにわかりやすく解説した本も執筆している。経済学部での鳥居の後継者は秋山裕であり、その他にもOECDで活躍した深作喜一郎など、学術・研究・開発実務の世界において鳥居の指導を受けた人材は数多い。
社会活動では、塾長時代の1996年に、旧日本銀行法（1942年）の改正のために設けられた中央銀行研究会（橋本龍太郎首相の私的諮問機関）の座長に就任。同年答申を提出し、そのうえで大蔵省金融制度調査会でも議論され、新日本銀行法（1997年）が制定された。戦前・戦中の統制色が残っていた旧法が改正されたことで、一般に「日銀の独立性」が強まったとされる。
塾長を退任した2001年、旧文部省の中央教育審議会を母体に他の審議会を吸収して大幅に拡張した文部科学省・中央教育審議会の初代（第1期）会長に就任し、6年間（第3期まで）にわたり在任した。日本の教育行政の最高諮問・答申機関の長として、幼児・初等から中高等に至る教育行政・教育制度の改善・改革の提言に貢献した（大検制度から高等学校卒業程度認定試験への移行、教育基本法改正関連、法科大学院・高度専門職業人養成大学院の設置基準、その他、教育界に影響ある答申がなされた）。
その他、2002年に日本私立学校振興・共済事業団の理事長に就任。東芝取締役、防衛大学校学術・教育振興会理事などにも就いた。
2019年7月1日15時55分、心不全のため死去。82歳没。死没日をもって従三位叙位、瑞宝大綬章受章。
なお、慶應の三田キャンパスにある、戦没学徒追悼碑「還らざる学友の碑」（1998年設置）は、塾長在任時の鳥居自身の筆をもとに刻まれている。

## 政治思想
- 2003年2月13日、衆議院憲法調査会「基本的人権の保障に関する調査小委員会」の会議に参考人として出席した折、「警察白書の統計から、日本は犯罪率が低いが、それが急速に増えているのは他国の人の犯罪の割合が増えているせいだ」と発言し、「教育基本法改悪に反対する署名実行委員会」から「社会防衛的な排外主義・差別主義」であると抗議を受けた[6]。さらに「コムスタカー外国人と共に生きる会」の中島眞一郎からは「データ上の根拠のない発言」と指摘されている[7]。

- 2003年3月20日、鳥居が会長を務める中央教育審議会[8]は「『公共』の精神、道徳心」や「日本の伝統・文化の尊重」「郷土や国を愛する心」などの内容を教育基本法に盛り込むのが適当とする答申を遠山敦子文科相に出し、同法の改正を強く求めた[9][10]。

- 2013年11月11日、「（義務教育の）道徳の指導内容に自己犠牲と我慢を明記するのがよい」と発言し、「戦前と見紛う発言」と批判された[11]。

- 2012年9月5日、鳥居、三宅久之、すぎやまこういちなど保守系の著名人28人は、同年9月の自由民主党総裁選挙に向けて、「安倍晋三総理大臣を求める民間人有志の会」を発足させた[12][注 1]。同日、同団体は安倍晋三の事務所に赴き、出馬要請をした[23][14]。9月26日、総裁選が実施され、安倍が当選した。

- 2014年10月1日、日本会議の主導の下、憲法改正を目指す団体「美しい日本の憲法をつくる国民の会」の設立総会が永田町の憲政記念館で開かれた[24][25]。鳥居は田中恆清や長谷川三千子、千玄室らとともに代表発起人に名を連ねた[26]。

## 年表
- 1951年 - 茨城中学校卒業
- 1954年 - 茨城県立水戸第一高等学校卒業
- 1961年 - 慶應義塾大学経済学部卒業
- 1963年 - 同大学大学院経済学研究科修士課程修了
- 1965年 - 同博士課程満期取得
- 1966年 - 経済学博士（慶應義塾大学）
- 1966年 - 慶應義塾大学経済学部助手
- 1967年 - スタンフォード大学訪問研究員
- 1968年 - カリフォルニア大学バークレー校国際研究所研究員（1969年まで）
- 1969年 - 慶應義塾大学経済学部助教授
- 1976年 - 同学部教授
- 1989年 - 同学部長（1993年まで）
- 1993年 - 慶應義塾長（慶應義塾大学の学長と学校法人慶應義塾の理事長を兼務）に石川忠雄塾長の後継として選出（2001年まで）
- 2001年 - 慶應義塾学事顧問

## 所属団体
- 文部科学省中央教育審議会会長（第1期〜第3期）（2001年-2006年）
- 文部科学省国立大学法人評価委員会委員(第1期〜第2期）
- 日本学術振興会21世紀COEプログラムプログラム委員会委員（平成18年度）
- 日本学術振興会グローバルCOEプログラムプログラム委員会委員

## 著書
- 『はじめての統計学』（日本経済新聞社、1994年）
- 『経済発展理論』経済学入門叢書 10（東洋経済新報社、1979年）
- 『回想　慶応義塾』（慶応義塾大学出版会、2013年）

## 翻訳
- ヨトポロス、ヌジェント著『経済発展理論-実証研究-』（慶応通信、1984年）